# Joseph Latino
Joseph Nunzio Latino (ur. 21 października 1937 w Nowym Orleanie, Luizjana, zm. 28 maja 2021 w Jackson) – amerykański duchowny katolicki, biskup Jackson w metropolii Mobile w latach 2003-2013.

## Życiorys
Ukończył seminaria w Covington i Notre Dame Seminary w rodzinnym mieście. Święcenia kapłańskie otrzymał 25 maja 1963 z rąk późniejszego kardynała Johna Cody'ego. Służył jako wikariusz w Houmie i wykładowca w seminarium przygotowawczym w Nowym Orleanie. Od 1972 proboszcz parafii św. Bernadetty w Houma. W roku 1977 po utworzeniu diecezji Houma-Thibodaux został do niej inkardynowany i mianowany proboszczem parafii katedralnej. Służył również jako diecezjalny dyrektor ds. powołań, wikariusz generalny i kanclerz. Prałat honorowy Jego Świątobliwości od 1983.
3 stycznia 2003 otrzymał nominację na ordynariusza Jackson w Missisipi. Sakry udzielił mu metropolita Oscar Lipscomb.
12 grudnia 2013 papież Franciszek przyjął jego rezygnację z pełnionego urzędu złożoną ze względu na wiek.
Zmarł 28 maja 2021.